# Mal Whitfield
Malvin »Mal« Greston Whitfield, ameriški atlet, * 11. oktober 1924, Bay City, Teksas, ZDA, † 18. november 2015, Washington, ZDA.
Whitfield je v svoji karieri nastopil na poletnih olimpijskih igrah v letih 1948 v Londonu in 1952 v Helsinkih, na katerih je skupno osvojil pet medalj. Leta 1948 je osvojil naslova olimpijskega prvaka v teku na 800 m in štafeti 4×400 m ter bronasto medaljo v teku na 400 m, leta 1952 pa je ubranil naslov olimpijskega prvaka v teku na 800 m in osvojil srebrno medaljo v štafeti 4×400 m. Na Panameriških igrah leta 1951 v Buenos Airesu je zmagal v teku na 400 m, 800 m in štafeti 4×400 m.